# Atto di pirateria
Atto di pirateria (Act of Piracy) è un film statunitense-sudafricano del 1988 diretto da John 'Bud' Carlos.

## Trama
Ted Andrews convince la sua ex moglie Sandy a lasciare che i loro figli lo accompagnino in un viaggio sul suo yacht multimilionario in Australia per venderlo. Tuttavia dopo pochi giorni scopre che la sua compagna Laura è membro di un'organizzazione terroristica, che vuole servirsi della barca come base operativa. Solo Ted evita di essere preso in ostaggio a contrario dei suoi figli, avviando una campagna televisiva insieme alla ex moglie per dare la caccia ai terroristi e liberare i bambini.